# Château de Bernis
Le château de Pierre de Bernis est un château situé sur la commune de Sathonay-Village, dans la métropole de Lyon, en bordure du vallon du Ravin.

## Description
- Le château, construit en 1852, comprend un logis principal, qui s’élève sur deux niveaux et un niveau de combles, et un pavillon d’un seul niveau et un niveau de combles, l’ensemble formant un L dont l’angle pointe sur la vallée de la Saône. Quelques aménagements modernes ont été ajoutés depuis l’installation de la mairie.
- Le logis principal, en pierre de taille, s’inscrit globalement dans un rectangle.
  - Sa façade méridionale comporte d’ouest en est, une avancée de forme polygonale, un avant-corps de trois travées, puis une travée plus large.
  - Le pignon est comprend trois travées avec, au premier niveau, deux travées en avancée supportant un balcon délimité par une balustrade.
  - La façade nord comporte sept travées, trois d’entre elles formant un avant-corps en légère avancée.
  - Les fenêtres des combles sont surmontées de frontons circulaires ou triangulaires ; au fronton de la fenêtre centrale de la façade sud, sont inscrites au milieu d’un feuillage les lettres imbriquées O et C (pour Oscar Galline).
- Le pavillon, quant à lui, allie la brique et la pierre; sa façade ouest comporte six travées, ses pignons, une seule.
- L'agencement de la toiture en ardoise se conjugue avec les lignes verticales de la construction.
- Le château est situé au cœur d’un parc arboré et vallonné, qui jouxte l’église du village, et d’où la vue sur la vallée de la Saône et les monts du Lyonnais. Des dépendances complètent l’ensemble, notamment le Chalet.

## Historique
- Le premier propriétaire du château est Oscar Louis Auguste Galline (1812 – 1881 à Sathonay), banquier et vice-consul de Suisse à Lyon[1]. Il avait épousé en 1841 Anne Brouzet (avant 1828 – 1861) ; il se remarie en 1867 avec Marie Anne Mathilde Fombert de Villers (née en 1825) ; sa seconde épouse avait eu plusieurs enfants d’un premier mariage avec le général et baron Joseph Victor Thomas (1812 – 1859), dont Henriette Thomas (1851 – 1944), parfois appelée aussi Henriette Thomas-Galline[2].
- Héritière de la propriété, Henriette épouse en 1872 Pierre, comte de Pierre de Bernis (1841 – 1902), qui sera maire de Sathonay.
- Marie Suzanne de Pierre de Bernis (née en 1875), fille des précédents, hérite du domaine ; elle épouse en 1903 Paul Delpech de Saint-Guilhem (1870 – 1953).
- La commune fait l’acquisition du château en 1952 et y installe la mairie en 1965.

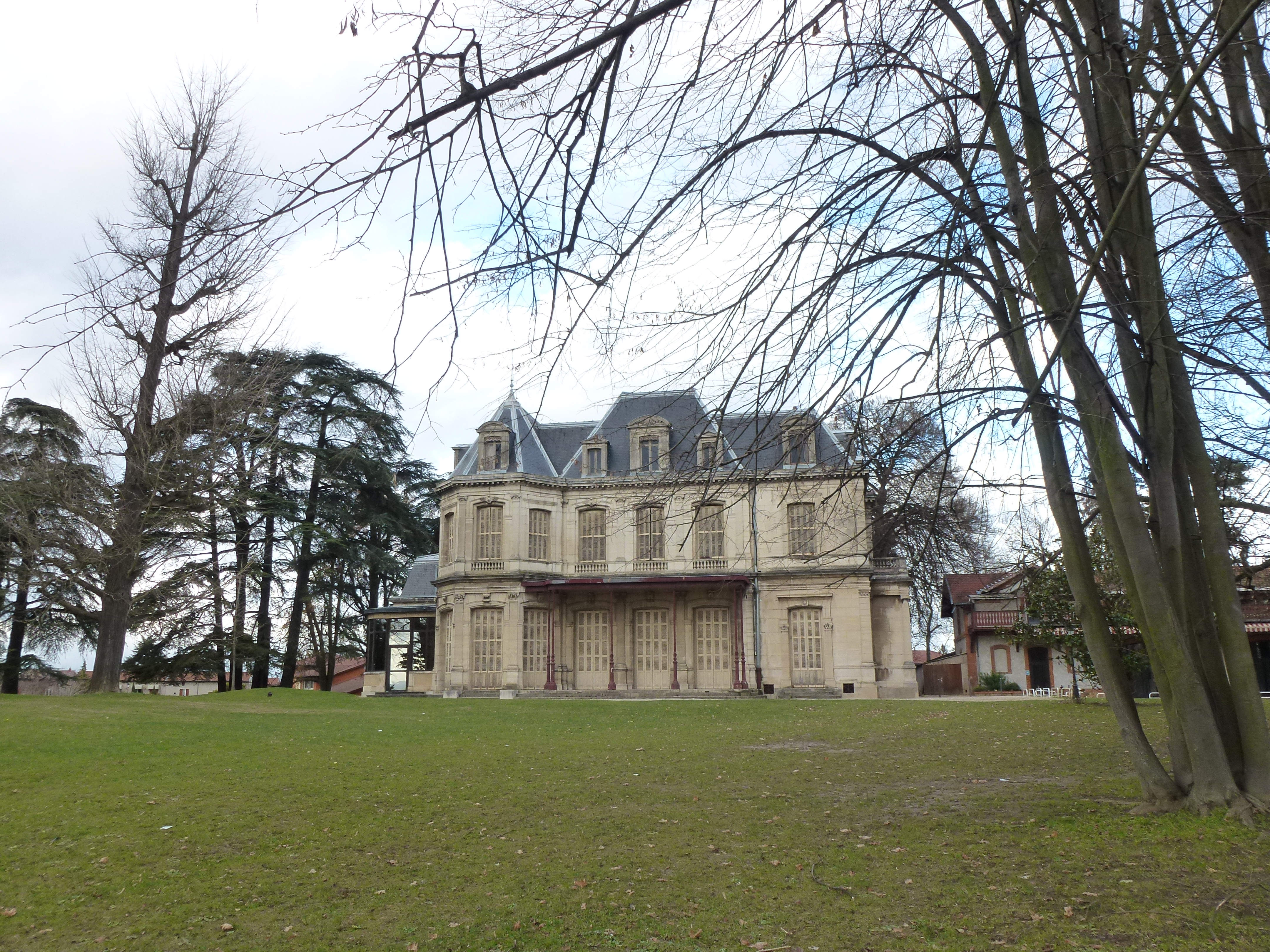
Façade sud.
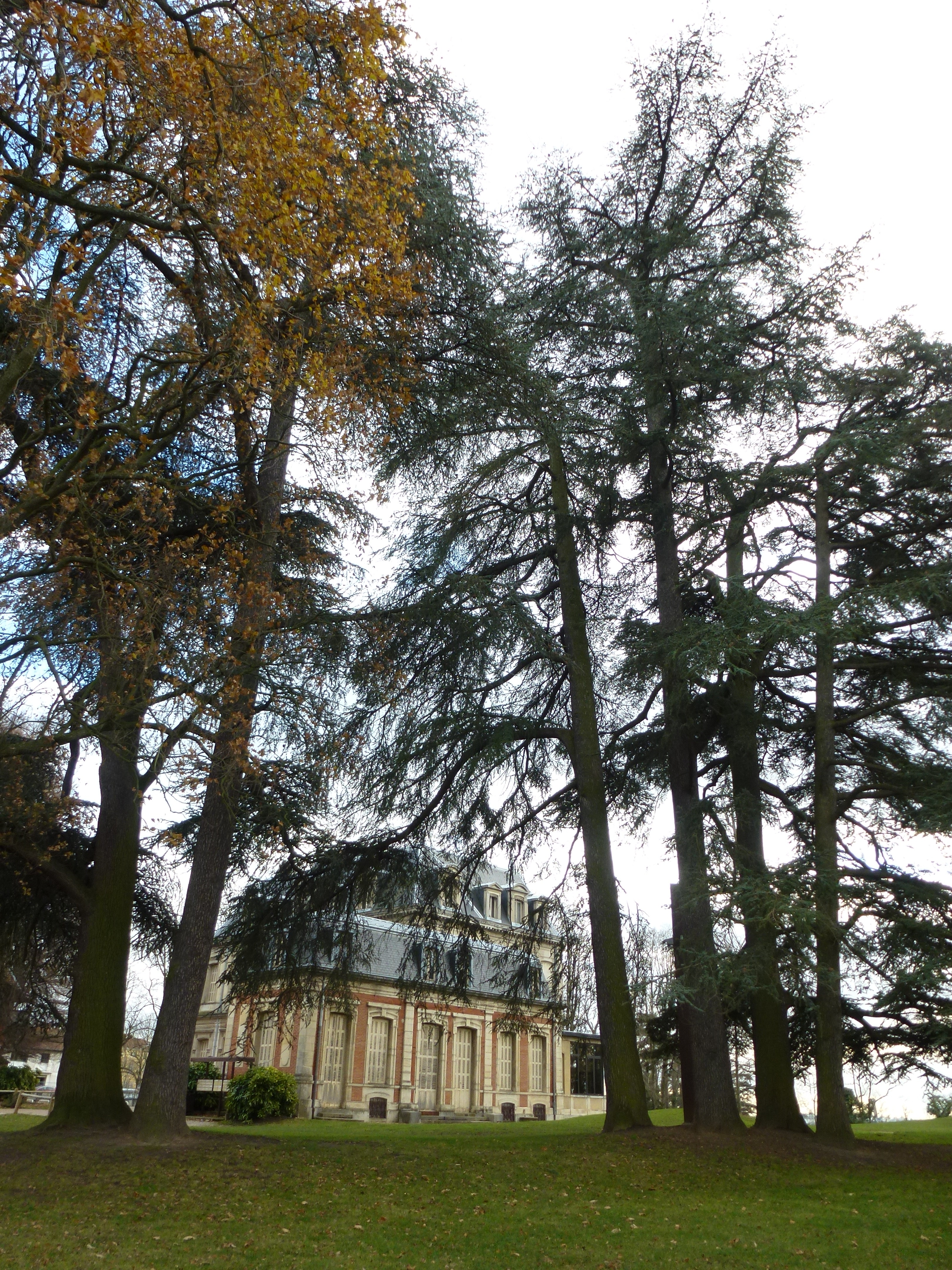
Pavillon.
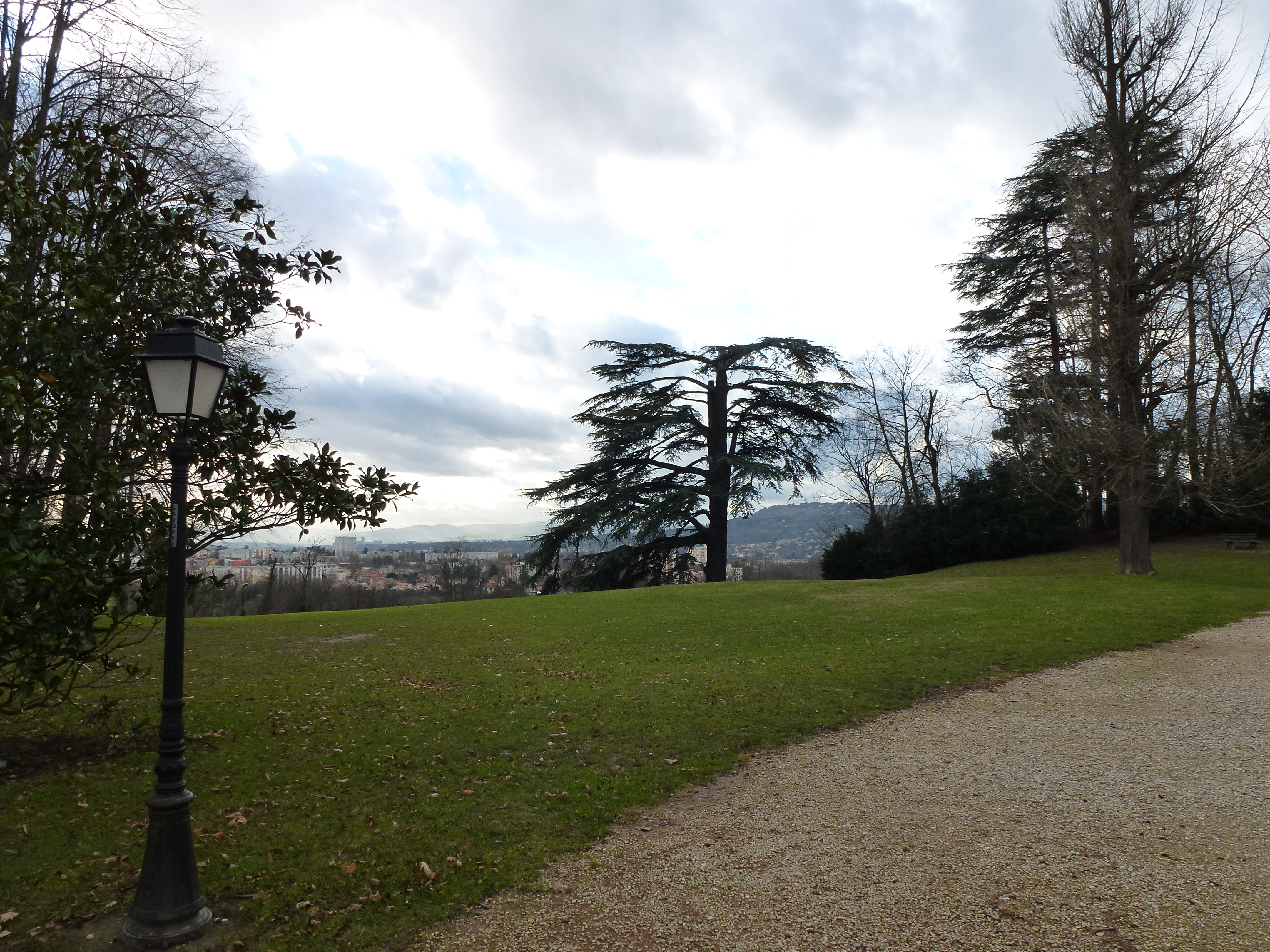
Parc.
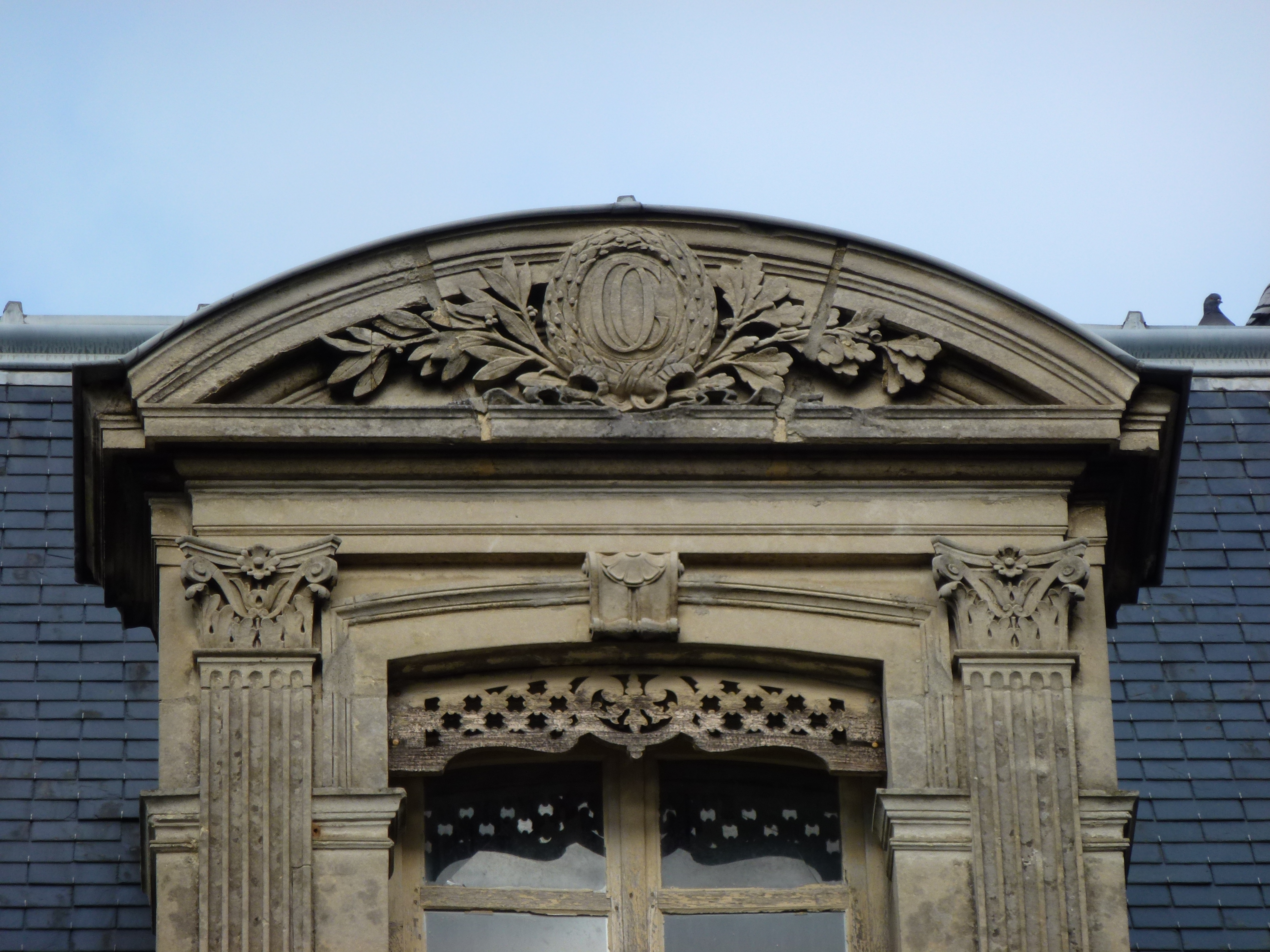
Lettres O et G au fronton d'une fenêtre.